# سانتاجو روسينيول
سانتاجو روسينيول إي براتس (وُلد في برشلونة 25 فبراير 1861 – وتُوفي في أرانخويث 13 يونيو 1931) كان رسامًا من التيار الحداثي الكتالوني وكاتبًا ومسرحيًا إسبانيًا كتب باللغة الكتالونية.

## السيرة الذاتية

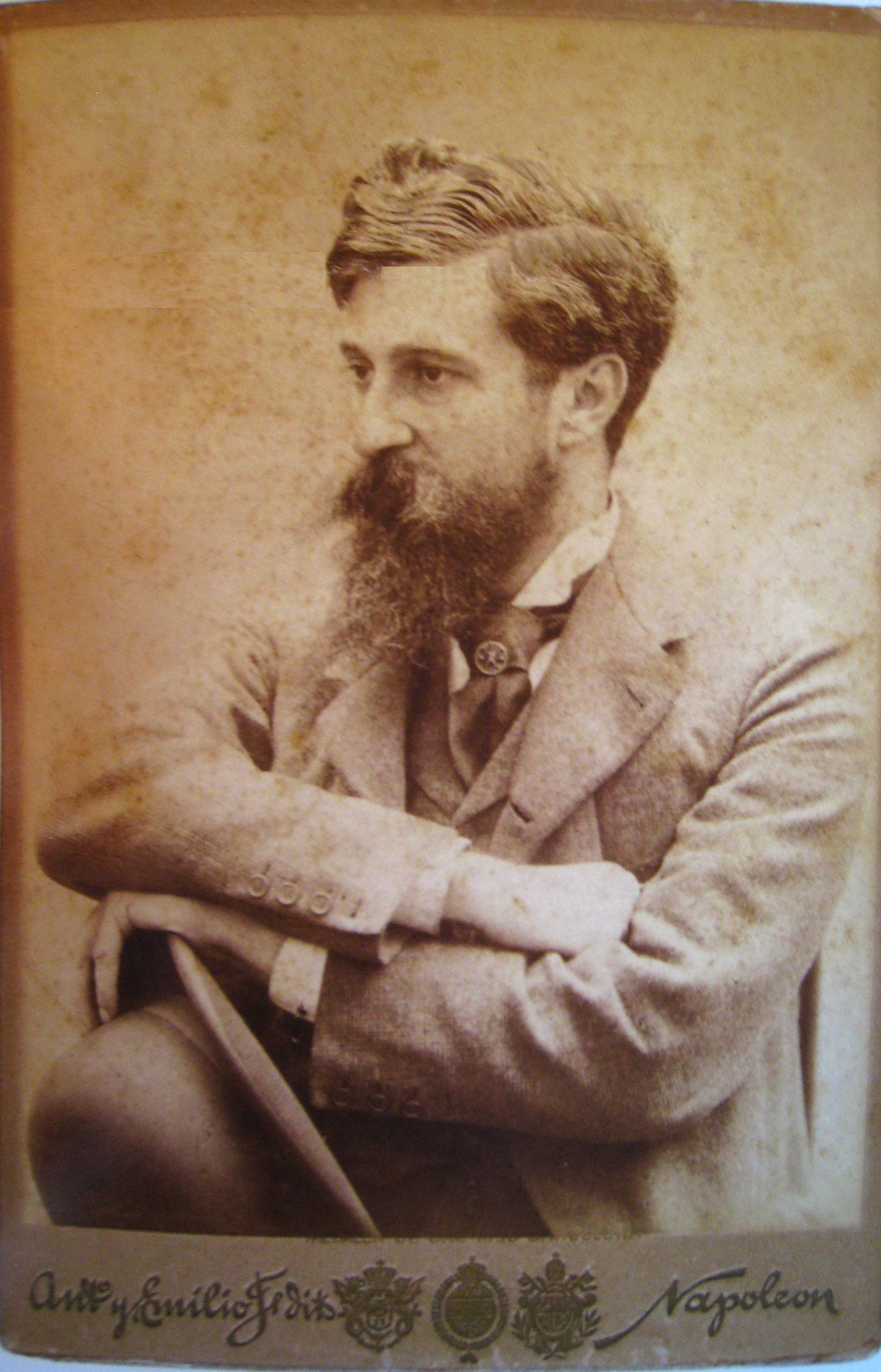
روسينيول، صورة في استوديو نابوليون (1892)

وُلِد في 25 فبراير 1861 في برشلونة في عائلة من العاملين في مجال النسيج وكان أصلهم من بلدة مانليو. بينما اتجه شقيقه ألبرتو إلى عالم الأعمال والسياسة. كرّس سانتاجو حياته للفن والرسم. تلقى تعليمه في مركز رسامي الألوان المائية في برشلونة وكان تلميذًا لتوماس موراجاس. في عام 1889، سافر إلى باريس، حيث عاش في حي مونمارتر برفقة رامون كاساس وإجناثيو ثولواجا.
تعرّف هناك على التيار الرمزي وفن الرسم في الهواء الطلق. وبعد عودته إلى إسبانيا أسس في مدينة سيتجيس ورشة متحف "كاو فيرات" وكان من رواد اللقاءات الثقافية في مقهى "إلس كواتره غاتس" في برشلونة. وقد سمحت له مكانته الاجتماعية والاقتصادية المريحة بأن يسافر كثيرًا. في عام 1901 سافر إلى مايوركا برفقة خواكين مير. وفي عام 1908 حصل على ميدالية المعرض الوطني للفنون الجميلة.
تأثرت لوحاته كثيرًا بالانطباعيين وتناولت في الغالب مناظر طبيعية سواء ريفية أو حضرية إلى جانب بورتريهات وتركيبات رمزية ذات طابع حداثي. في بداياته كان يضمّ في أعماله شخصيات بشرية لكنه في المراحل الأخيرة من حياته اكتفى برسم المناظر الطبيعية خاصةً المواقع الملكية مثل أرانخويث ولاغرانخا. ومن أبرز أعماله: المورفين والميدالية، وكلاهما يعود لسنة 1894.
كان شخصية مهمة في حركة النهضة الأدبية والثقافية في كتالونيا، وفي الوسط الفكري والبوهيمي لبرشلونة في عصره.
زار بوينس آيرس وروزاريو وقرطبة بمناسبة الاحتفال بمئوية ثورة مايو عام 1910، حيث عرضت أعماله هناك. وقد دوّن انطباعاته عن الأرجنتين في كتاب من البورن إلى لا بلاتا (برشلونة، 1911). تُوفي في 13 يونيو 1931 في أرانخويث 

## تكريم

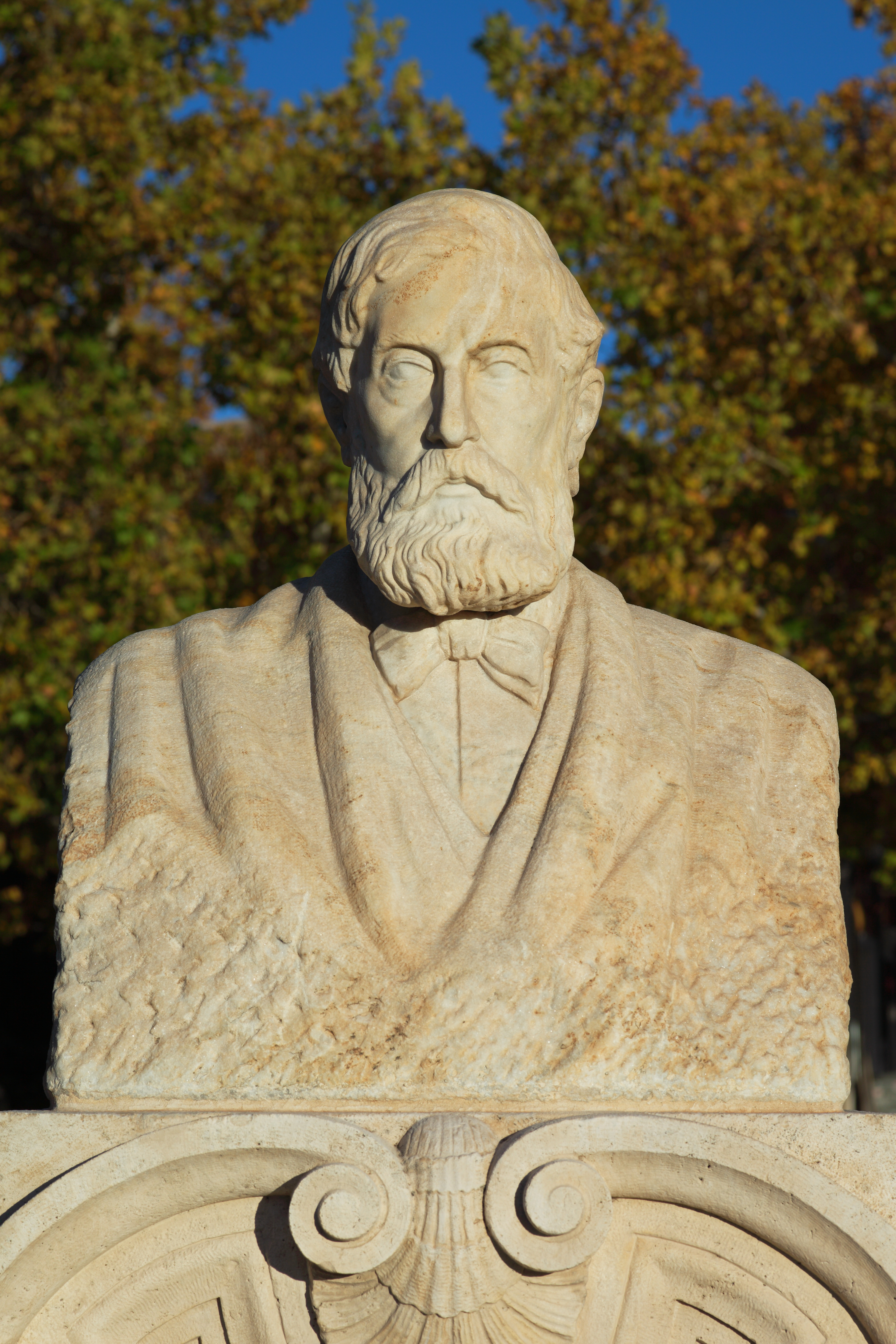
نُصُب تذكاري لسانتاجو روسينيول في أرانخويث.

نُصِب تذكار لسانتاجو روسينيول في أرانخويث من 13 يونيو 2006 حتى 13 يونيو 2007، وبمناسبة الذكرى الخامسة والسبعين لوفاته احتفلت مدينتا سيتجيس وأرانخويث بما سُمّي "عام روسينيول"، حيث أُقيمت العديد من الفعاليات الثقافية حول شخصية هذا الفنان الكتالوني
| |                                          |
| حديقة المراثي في سون موراغاس (حوالي 1903): حديقة وبركة ماء في ملكية "سون موراغاس" التابعة للأرشيدوق لويس سلفادور النمساوي في جزيرة مايوركا. | شارع روان. مكتبة متحف فيكتور بالاغير.    |
| |                                          |
| طريق الورود في المتحف الوطني للفنون الجميلة في بوينس آيرس                                                                                   | حدائق الجنراليفه (1898). متحف مونتسيرات. |